# Spellemannprisen 1976
Der Spellemannpris 1976 war die fünfte Ausgabe des norwegischen Musikpreises Spellemannprisen. Die Nominierungen berücksichtigten Veröffentlichungen des Musikjahres 1976. Die Preisverleihung fand am 26. Februar 1977 im Osloer Chateau Neuf statt. Übertragen wurde die Veranstaltung vom Norsk rikskringkasting (NRK) im Fernsehen und Radio. Den Ehrenpreis („Hedersprisen“) erhielt Robert Levin.

## Gewinner
| Kategorie                                | Gewinner                          | Werk                        |
| ---------------------------------------- | --------------------------------- | --------------------------- |
| Barneplate (Kinderplatte)                | Visvas                            | Maleri av visvas            |
| Dansepopplate (Tanzpop-Platte)           | Match, Wenche Hallan              | Match                       |
| Gammeldansplate (Gammeldans-Platte)      | Toradertrioen fra Hallingdal      | Takk for sist!              |
| Jazzplate (Jazzplatte)                   | Bjarne Nerem                      | Everything happens to me    |
| Juryens hederspris (Ehrenpreis der Jury) | Robert Levin                      | –                           |
| Pop-/Rockplate (Pop-/ Rockplatte)        | Arbeidslaget hass K. Vømmølbakken | Grovarbeid                  |
| Seriøse plate (Seriöse Platte)           | Einar Steen-Nøkleberg             | Norsk barokk og galanterier |
| Viseplate (Weisenplatte)                 | Ole Paus                          | I anstendighetens navn      |
| Vokalist                                 | Wenche Myhre                      | Wenche                      |
| Åpen Klasse (Offene Klasse)              | Morten Gunnar Larsen              | Classic rags and stomps     |

## Nominierte
Barneplate
- Geir og Vibeke: Lek i stua
- Helge Keilen, Ove Thue: Bakeren og feieren
- Visvas: Maleri av visvas

Dansepopplate
- Match, Wenche Hallan: Match
- New Jordal Swingers: Get it on
- The Norwegian Big Band: Day in, night out

Gammeldansplate
- Arnstein Johansens orkester: I ring og feide sving
- Sigmund Dehli, Frank Andersen: Gammaldans-idyll
- Toradertrioen fra Hallingdal: Takk for sist!

Jazzplate
- Bjarne Nerem: Everything happens to me
- Moose Loose: Transition
- Per Borthen Swing department Ltd.: Swingin’ departure

Pop-/Rockplate
- Arbeidslaget hass K. Vømmølbakken: Grovarbeid
- Ruphus: Let your light shine
- Åge Aleksandersen med Sambandet: Mot i brystet, mord i blikket, bomben und granaten

Seriøse plate
- Einar Steen-Nøkleberg: Norsk barokk og galanterier
- Klaus Egge: Symphoni no. 1. Opus 17
- The Norwegian Chamber Solists: Play chamber music for winds, 2 plater (Glinka/Naufman/Reinecke/Vivaldi)

Viseplate
- Geirr Lystrup: Ut av din draum
- Jan Eggum: Trubadur
- Ole Paus: I anstendighetens navn

Vokalist
- Ellen Nikolaysen: Kom
- Kirsti Sparboe, Benny Borg: Kirsti og Benny
- Wenche Myhre: Wenche

Åpen Klasse
- Den norske studentsangforening mit weiteren: Øl er i alle fall øl
- Morten Gunnar Larsen: Classic rags and stomps
- Tanabreddens ungdom: Ved Tanabredden